# Casta Diva. Der schwule Opernführer
Casta Diva. Der schwule Opernführer ist ein gedrucktes Nachschlagewerk, in dem 28 Autoren und drei Autorinnen das klassische Opernrepertoire unter queeren Aspekten beleuchten. Das von den Literaturwissenschaftlern Sven Limbeck und Rainer Falk im Berliner Querverlag 2019 herausgegebene Lexikon umfasst mehr als 700 Seiten und enthält musikwissenschaftlich fundierte Artikel zu rund 100 Komponisten und zu mehr als 150 Werken aus über 400 Jahren Operngeschichte.
Wie in konventionellen Opernführern gibt es zudem ausführliche Informationen zu den jeweiligen Musikdramen: zur Werkentstehung, Handlung, Komposition und Rezeption bei Publikum und professioneller Opernkritik.

## Hintergrund: Oper, Homosexualität und „das Andere“
Casta Diva. Der schwule Opernführer ist das erste Projekt, welches das Thema Oper und Homosexualität auf ein interdisziplinäres und wissenschaftlich orientiertes Fundament stellt.
Bereits vor Erscheinen des Buchs A Queen’s Throat des US-Literaturwissenschaftlers Wayne Koestenbaum war das Klischee weit verbreitet, homosexuelle Männer hätten eine besondere Neigung zum klassischen Musiktheater. Koestenbaum war der erste, der unter dem deutschen Titel Königin der Nacht. Oper, Homosexualität und Begehren eine „Stoffsammlung zum Thema Operntunte“ veröffentlichte, wie es die Opernkritikerin Eleonore Büning in einem Artikel der FAZ formuliert. Weiterhin bezeichnet sie das 1993 erschienene Werk „als leidenschaftlich verschwurbeltes Buch“. Eine wissenschaftlich plausible oder zumindest allgemein nachvollziehbare Erklärung zum Zusammenhang von Oper und Homosexualität kann Büning aus Koestenbaums Hypothesen nicht ableiten, bestätigt jedoch: „Auffallend viele Schwule finden Oper toll.“
In dem queer.de-Artikel „Die Geburt der Oper aus dem Geist der Queerness“ wird darauf verwiesen, dass die Kunstgattung Oper im Florenz der ausgehenden Renaissance erfunden wurde, als die Stadt die erste homosexuelle Hochburg Europas war. Zu dieser Zeit hatte sie bereits eine Bandbreite an homoerotisch orientierten Künstlern hervorgebracht, die – wie Donatello, Michelangelo, Leonardo da Vinci oder Benvenuto Cellini – Bestandteil der westlichen Kultur wurden.
Bei den ausschließlich männlichen Mitgliedern der Florentiner Camerata entstand die Idee, die griechische Tragödie „als ein an den archaischen Opferkult angelehntes Spektakel mit Musik, Gesang und Poesie zu Ehren des Gottes Dionysos“ wiederzubeleben. Dieser ist laut Axel Krämer „ein im modernsten Sinne des Wortes queerer Schutzpatron: Er tritt betont feminin auf und begehrt nicht nur Frauen, sondern pflegt auch sexuelle Beziehungen zu Männern; er kleidet sich gerne in apartem Leopardenfell und hat darüber hinaus eine ausgesprochene Vorliebe für Cross-Dressing. Als Gott der Ekstase und des Rausches ist er ein Außenseiter, der seiner spießigen Heimatstadt Theben eine bittere Lektion in Sachen Toleranz erteilt. In einer blutigen Orgie rächt er sich an seinem Volk dafür, dass es seine Andersartigkeit nicht anerkennt.“
In dem Text wird ferner darauf verwiesen, dass sich die ersten Komponisten der Operngeschichte des Orpheus-Stoffs bedienten. Orpheus – Dichter, Sänger und mythischer Urvater der westlichen Musik – sei zudem „der Begründer der mit dem androgynen Gott Dionysos verbundenen Mysterien.“ Wie Dionysos ist auch Orpheus der Legende nach nicht ausschließlich heterosexuell orientiert. Er scheitert einer antiken Überlieferung zufolge in dem Bemühen, seine verstorbene Gattin Eurydike aus der Unterwelt zu retten. Aus Gram wendet er sich von der Liebe zu Frauen gänzlich ab, um sich fortan jüngeren Männern zuzuwenden. Am Ende wird Orpheus aufgrund seiner Frauenverachtung von den Anhängerinnen des Dionysos (bzw. Bacchus) getötet – nicht jedoch seiner Neigung zu Männern wegen. Der homosexuelle Autor Angelo Poliziano entwirft aus Ovids Stoff das erste profane Drama in italienischer Sprache, das 1494 in gedruckter Form erscheint: Fabula di Orfeo. Es entwickelt sich in Florenz zum Klassiker und diente dem Historiker Michael Rocke zufolge der „misogynen Rechtfertigung homoerotischer Liebe“.
Der These von den queeren Ursprüngen der Kunstgattung Oper steht die historische Tatsache gegenüber, dass die meisten Opern des heutigen Repertoires in patriarchalen Gesellschaften entstanden und oberflächlich gesehen ein reaktionäres und heteronormatives Verständnis von Geschlecht und Sexualität widerspiegeln. In einem Beitrag der Süddeutschen Zeitung weist der Opernkritiker Reinhard J. Brembeck darauf hin, dass „Frauen bis vor wenigen Jahrzehnten von Beruf wie Bildung ausgeschlossen und deshalb auf Unterwürfigkeit, Liebe und Haushalt festgelegt waren“. Das sei „all diesen Opern als Fluch eingeschrieben“ – und könne bestenfalls durch eine sich damit auseinandersetzendes Regie aufs Korn genommen werden.
Mit einem queeren Blick eröffnet sich die Möglichkeit, das klassische Repertoire diverser und tiefgreifender zu analysieren. Im Vorwort von Casta Diva schreibt dazu Barrie Kosky, offen schwul und von 2012 bis 2022 Intendant der Komischen Oper Berlin: „Queer ist Oper für mich vor allem auch deshalb, weil sich ihre gayness nicht nur auf (Homo-)Sexualität reduzieren lässt, sondern stets auch aufs Engste verbunden ist mit einer Reihe von Identitätsfragen“ – etwa in Verbindung mit Nationalität, Gender oder sozialer Zugehörigkeit. Darum entfalte die „Queerness der Oper“ ihre Attraktivität für alle Menschen, die für die Schönheit des Andersartigen offen seien – beziehungsweise für das, was sie als das Andersartige sehen.

## Entstehungsgeschichte des schwulen Opernführers
Die beiden Literaturwissenschaftler Rainer Falk und Sven Limbeck waren eigenen Angaben zufolge als passionierte Operngänger selbst auf der Suche nach einem schwulen Opernführer. Als sie nicht fündig wurden, entwickelten sie ein Konzept und wandten sich damit an den Berliner Querverlag, der sich von der Idee überzeugen ließ. Falk und Limbeck wollten eine Vielzahl zu Wort kommen lassen und holten weitere Autoren und Autorinnen ins Boot. Ein Ziel war es, Homosexualität in der Musikgeschichte sichtbar zu machen.
Um dem weltweit ersten schwulen Opernführer hinsichtlich seines Anspruchs und seines Umfangs entsprechend zu gestalten, startete der kleine Verlag im Mai 2019 ein Crowdfunding. Casta Diva sollte ein Gemeinschaftsprojekt der Gay Community werden. Während der Laufzeit des Crowdfundings gab es die ersten Presseberichte, sowohl in LGBTQ-Medien wie auch in der gewöhnlichen Tages – und Boulevardpresse. Binnen weniger Wochen kamen von mehr als 170 Förderern – darunter Martin Dannecker, Michael Bochow und Lutz van Dijk – über 16.000 Euro zusammen. Das Buch wurde im Herbst desselben Jahres veröffentlicht und erstmals auf der Frankfurter Buchmesse 2019 vorgestellt. Umschlaggestaltung und ein knallig rosafarbener Kunstsamteinband sollten als selbstironisches Statement dienen.
Erste Überlegungen, einen queeren Opernführer herauszugeben und damit Strömungen aus der LGBTIQ-Bewegung jenseits männlicher Homosexualität zu integrieren, wurden verworfen. Man habe sich, erklären Falk und Limbeck in der Einleitung, „ganz bewusst für eine schwule Perspektive“ entschieden,  weil ein „ausgewogener genderpolitischer Proporz“ mit dem gängigen Repertoire nicht möglich gewesen wäre und sich „trotz Nachfragen in der Planungsphase“ nicht genügend Autoren bzw. Autorinnen gefunden hätten, die für eine ausgewogene Verteilung der analysierten Werke gesorgt hätten. „Diese schwule Perspektive schließt für uns selbstverständlich lesbische, queere und transgender Aspekte mit ein, was die Beiträge der verschiedenen Autorinnen und Autoren gewiss deutlich machen.“
Der Buchtitel ist nach der berühmten und von zahlreichen weiblichen Opernstars vorgetragenen Arie Casta Diva aus Bellinis Norma benannt und spielt damit auf den von Koestenbaum in Königin der Nacht beschriebenen Divenkult in der schwulen Community an; zudem zielt er in seiner wörtlichen Übersetzung („Die Diva-Kaste“) ironisch auf das vermeintliche Selbstverständnis der Operntunte ab.

## Inhalt und Aufbau von Casta Diva
Der Einleitung und dem lexikalischen Aufbau des Buches ist zunächst ein Grußwort von Barrie Kosky – dem damaligen Intendanten der Komischen Oper Berlin – vorangestellt, in dem dieser erklärt, warum „eine queere Interpretation des Opernrepertoires“ für notwendig hält: Einen queeren Blick auf Opern zu werfen heiße, „die Beziehung zwischen Oper und gay culture in ihrer Vernetzung mit weiteren Identitätsaspekten zu begreifen und zu beschreiben.“ Und darum sei der vorliegende Opernführer ein Nachschlagewerk nicht nur für die Community, sondern für alle, „die sich für die wunderbaren Anomalien in der Welt der Oper begeistern.“
In einer ausführlichen Einleitung entwerfen die beiden Herausgeber Rainer Falk und Sven Limbeck einen theoretischen Bezugsrahmen, der auf Michel Foucaults Theorie der Heterotopien basiert. Demnach wurde für viele Homosexuelle, die sich mit Ausgrenzung und Diskriminierung konfrontiert sahen, die Welt des Musiktheaters zum Schutzraum. „Das Theater ist ein realer Ort, der einerseits soziale Zugehörigkeit ermöglicht und andererseits im Spiel auf der Bühne ,Anderswelt' erzeugt.“ Hinter dem Vorhang öffne sich ein Raum, in dem die Gesetze der bürgerlichen Gesellschaft nicht gelten. „Oper rehabilitiert das Widernatürliche, indem sie es zu Kunst macht.“ Masken werden getragen, es wird mit Geschlechtsidentitäten gespielt, Frauen ziehen Männerkleider an – die so genannten Hosenrollen waren vor allem ein Phänomen im Barock –, und nicht selten verkleiden sich Männer auch als Damen. Kastraten singen mit scheinbar weiblichen Stimmen, die Spitzentöne der Tenöre erinnern an Schreie der Lust.
Darüber hinaus erörtern Falk und Limbeck die Auswahl des gewählten Repertoires, das in einer chronologischen Reihenfolge von Monteverdis Orfeo bis zu Thomas Chatterton des zeitgenössischen Komponisten Matthias Pintscher sortiert ist.
In Form und Anspruch gleicht Casta Diva gebräuchlichen Opernführern. In sachlich fundierten Artikeln werden 157 Werke von 92 Komponisten aus rund 400 Jahren Musiktheatergeschichte vorgestellt. Zu jedem Komponisten gibt es einen biografischen Text, der sich sowohl mit dessen Schaffen als auch mit den jeweiligen Lebensumständen auseinandersetzt. Die Kapitel der 157 Opern enthalten Zusammenfassungen der Handlung, Hinweise zu Einspielungen und weiterführender Literatur sowie einen ausführlichen Kommentar, der die queeren Aspekte erörtert. Dabei geht es mal um kodierte Anspielungen auf gleichgeschlechtliches Begehren für ein zur jeweiligen Zeit eingeweihtes Opernpublikum (wie etwa bei Mozarts Hochzeit des Figaro, Händels Orlando oder Zemlinskys Eine florentinische Tragödie), mal um offen thematisierte Homosexualität (Alban Bergs Lulu, Charles Wuorinens Brokeback Mountain), um subkulturell etablierte Identifikationsmuster (Verdis La Traviata, Giordianos Andrea Chénier) oder um queere Interpretationen und Identifikationsangebote (Wagners Der fliegende Holländer, Korngolds Die tote Stadt).

## Autoren und Autorinnen
Zu den insgesamt 31 Autoren und Autorinnen gehören u. a. Musikwissenschaftler, Kulturjournalisten, Literaturwissenschaftler sowie Dramaturgen und Theaterwissenschaftler. Die Herausgeber verfolgten einen interdisziplinären Ansatz, um eine möglichst vielfältige queere Perspektive auf Oper zu entwickeln.

## Rezensionen
Sowohl im Fachmagazin Opernwelt wie auch in einer Rezension des Berliner Tagesspiegels wird Casta Diva das „Potenzial zum Standardwerk“ bescheinigt. Bei dem Opernführer handle es sich „eine höchst seriöse Publikation von geradezu musikwissenschaftlichem Anspruch“.
Die neue musikzeitung schreibt: „Das Repertoire anhand eines Opernführers auf sämtliche Aspekte der Queerness hin systematisch abzuklopfen, diese brillante Idee wird hier leidenschaftlich und kundig von einem kompetenten Team an Autorinnen und Autoren umgesetzt.“
Die Tageszeitung Neues Deutschland urteilt, der Opernführer sei „hübsch, kitschig und gut recherchiert.“
In Oper & Tanz, dem Fachmagazin für Musiktheater und Bühnentanz, heißt es: „Dies ist kein abseitiges Liebhaber-Objekt für einschlägige Kreise (auch wenn die Fotos nicht mit männlichen Oberkörpern geizen). Vielmehr legen die Herausgeber hiermit ein gehaltvolles Buch vor, das in seinen Komponistenbiografien, Werkinformationen und Handlungszusammenfassungen einerseits als zuverlässiger Opernführer funktioniert, zum anderen in seinen Kommentaren den Blick auf all das lenkt, was an der Oper ‚queer’ ist oder so interpretiert werden kann (…) Nicht immer sind die Lesarten aus diesem Blickwinkel hundertprozentig plausibel, oft genug aber derart schlüssig und erhellend, dass man sich fragt, warum diese nicht schon längst in Inszenierungen Eingang gefunden haben.“
In einer Rezension auf Deutschlandfunk Kultur wird vermerkt, das Buch versammle „Deutungen und Neudeutungen“ von sehr unterschiedlicher Qualität und nicht immer überzeugend. Seine Stärken habe es vor allem dort, „wo es die Rezeptionsgeschichte großer Opernmomente in anderen Kunstformen aufzeige und ihr Fortleben in einer schwulen Alltagskultur“ verfolge.
In einer Besprechung auf SWR2 wird bemerkt: „Die Inhaltsangaben sind hervorragend von einem großen Autorenteam verfasst und sind wesentlich angenehmer zu lesen als diejenigen in der staubtrockenen ‚Enzyklopädie des Musiktheaters‘ des Piper-Verlags (…) Mit zahlreichen, durchgängig vierfarbigen Porträtbildern und schön ausgewählten Szenenbildern häufig aktueller Inszenierungen ist der Band auch eine Augenweide.“
Im Fachmagazin Das Orchester heißt es: „Und auch dies macht Casta Diva – vor allem heterosexuell orientierten Lesern – noch einmal deutlich: dass es Opern wie etwa Donizettis Lucia di Lammermoor sind, die besondere Suggestionskraft auf schwules Publikum ausüben können. Weil die Hauptperson Identifikation ermöglicht, sie so etwas wie ein Spiegelbild des eigenen Ich sein kann. Auch noch im 21. Jahrhundert. Sprachlich bewegen sich sämtliche der 31 Autoren auf höchstem Niveau.“
Jürgen Schaarwächter vom Karlsruher Max-Reger-Institut schreibt in einer Rezension: „Die hohe Qualität der einzelnen Beiträge bewirkt aber eine große Freude an der Lektüre zahlreicher Beiträge, und selbst jene, die sich wohlinformiert dünken, werden viel Neues und Wissenswertes lernen können.“ Bemängelt werden jedoch „einige empfindliche Lücken – musikhistorisch wie auf die eine oder andere Weise unmittelbare schwule Implikationen betreffende“, so z. B. Barockopern von Leonardo Vinci, die Oper King Priam aus dem Jahr 1961 von Michael Tippett, Brittens Albert Herring oder Capriccio von Richard Strauss.
In der Printausgabe des Szene-Magazins Lambda-Nachrichten wird vermerkt: „Der Beitrag dieses Opernführers kann nicht hoch genug eingeschätzt werden: Er rückt das schmuddelig-abwertende Klischee der Operntunte notabene aus seinem angestaubten Eck, indem er mit Fachkompetenz, Leidenschaft und einem Augenzwinkern punktet.“
Das Schweizer Szenemagazin Display zitierte in seiner Printausgabe im Januar 2020 Peter Heilker, den damaligen Intendanten des Stadttheaters St. Gallen: „Dieses Buch ist ein absolutes MUST für jeden (nicht nur schwulen) Opernliebhaber. [...] Dieser besondere Opernführer erklärt zudem ohne jede Larmoyanz, aber mit viel Wissen und Witz, warum Schwule sich seit ihrer 'Erfindung' vor über 400 Jahren so gut in der surrealen Kunstform Oper aufgehoben fühlen.“
Das „nicht-heterosexuelle“ Kulturmagazin Sissymag urteilt, bei dem Opernführer handle es sich aufgrund des Umfangs, des Crowdfundings und der Anzahl der beteiligten Autoren um „ein Großereignis.“
Ausführliche Besprechungen erschienen zudem in den Radiosendern SRF, RBB Inforadio, WDR3, BR-Klassik, in den Tageszeitungen Potsdamer Neueste Nachrichten und Braunschweiger Zeitung, im polnischen Fachmagazin für klassische Musik Ruch Muzyczny (Mai 2020) und in der Printausgabe des britischen Fachmagazins Opera Now sowie im Blog Klassik-begeistert.

## Debatte
Kurz nach der Ankündigung und noch vor Erscheinen des Opernführers entzündeten sich auf den Klassik-Internetforen capriccio und Tamino lebhafte Debatten über das Für und Wider eines schwulen Opernführers. Vereinzelte Beiträge wurden aufgrund ihres homophoben Inhalts von den Moderatoren gelöscht.

## Trivia
- In einem Beitrag der Welt am Sonntag, in dem es u. a. um den Opernführer, im Allgemeinen jedoch um schwule Männer und ihre Liebe zum Musiktheater geht, bezeichnete der Autor Tilman Krause die Kunstgattung Oper als „Poppers für die Seele“.[33]
- In einem Interview mit der Süddeutschen Zeitung nennt die Literaturwissenschaftlerin Barbara Vinken den Schwulen Opernführer als ihr dekorativstes Buch im Regal: „Der hat einfach das hotteste Pink und ist so camp.“[34]
- In einer Rezension auf dem Portal Lehrerbibliothek.de wird Casta Diva zur schulischen Verwendung als Vorbereitungsmaterial für Referate und Facharbeiten der Oberstufe empfohlen.[35]
- Im Jahrbuch des Fachmagazins Opernwelt wurde der schwule Opernführer 2020 zum „Buch des Jahres“ nominiert.[36]
- In einem Beitrag über einen neuen Film, der sich Mozarts Jugendliebe zu dem britischen Violinisten Thomas Linley widmet, nimmt die Braunschweiger Zeitung Bezug zum Mozartporträt in Casta Diva.[37]